# Bulbinella modesta
Bulbinella modesta là một loài thực vật có hoa trong họ Thích diệp thụ. Loài này được L.B.Moore miêu tả khoa học đầu tiên năm 1964.